# Mixe
Die Mixe oder Mije (in beiden Fällen ['mihe] ausgesprochen) sind ein indigenes Volk in Mexiko.
Die Mixe besiedeln das östliche Hochland des mexikanischen Bundesstaates Oaxaca. Im Vergleich zu anderen indigenen Völkern Mexikos haben sie sich ein hohes Maß kultureller Eigenständigkeit bewahrt. Die Mixe-Sprache wird noch von etwa 90.000 Menschen gesprochen. Die Selbstbezeichnung der Mixe lautet ayüükj'ä'äy und bedeutet „Volk, das die Gebirgssprache spricht“. Das Wort „Mixe“ stammt vermutlich von dem Wort mīxtli, was auf Nahuatl „Wolke“ bedeutet.

## Geschichte
Die Vorfahren der Mixe waren vermutlich die Olmeken, die erste Hochkultur Mittelamerikas. Die Mixe selbst allerdings meinen, dass ihre Ahnen aus den Anden in Südamerika über die See nach Mexiko eingewandert seien. Unter der Führung des legendären Königs Condoy hätten sie am Fuße des heiligen Berges Cempoaltepetl ein blühendes Reich errichtet. Über die Geschichte der Mixe während der präkolumbianischen Zeit ist kaum etwas bekannt. Sicher ist nur, dass die Mixe weder von dem zapotekischen Königreich von Zaachila noch von den Azteken vollständig unterworfen wurden.
Nach der Eroberung Zentralmexikos durch die Spanier wurde Diego Sandoval damit beauftragt, die Mixe zu erobern. Sandoval hatte allerdings keinen Erfolg und die Mixe legen bis zum heutigen Tag Wert darauf, als einziges autochthones Volk Mexikos formal nicht besiegt worden zu sein. Seit 1555 gelang es allerdings den Dominikanern, einen großen Teil der Mixe, insbesondere in den Ortschaften Juquila, Totontepec und Quetzaltepec zu missionieren. 

## Wirtschaft
Die Mixe leben überwiegend von Subsistenzwirtschaft, insbesondere dem Anbau von Mais, Bohnen, Kürbis und Kartoffeln sowie von Jagd und Fischfang. In den letzten Jahrzehnten begannen die Mixe auch kommerziell Kaffee anzubauen. In den größeren Städten werden auch traditionelle Tuch- und Keramikerzeugnisse hergestellt.

## Sprache
Die Mixe-Sprache ist Teil der Sprachfamilie der Mixe-Zoque-Sprachen und eng verwandt mit den Sprachen Sayula Popoluca und Oluta Popoluca, die in Veracruz gesprochen werden. Die Mixe-Sprache ist eine polysynthetische Ergativsprache. Sie wird in drei Dialekte unterteilt: Das Hochland-Mixe (im nördlichen Hochland um Totontepec und im südlichen Hochland um Tlahuitoltepec, Ayutla und Tamazulapan), das Mittelhochland-Mixe (in der Gegend um Juquila und Zacatepec) und das Tiefland-Mixe (im Raum um Guichicovi). Die Mixe-Sprache ist wenig dokumentiert und viele Varianten sind überhaupt nicht verzeichnet. Am besten dokumentiert sind die Dialekte um Totontepec, Ayutla und Coatlán. Für diese wurden Wörterbücher und Kurzgrammatiken von SIL International erstellt.

## Sozialstruktur
Neben der Familie ist der wichtigste soziale Rückhalt der Mixe das „Cargo-System“. Unter den Männern der verschiedenen Dörfer werden zivile und religiöse Ehrenämter, die cargos (span. Ämter) vergeben. Diese sind auf ein Jahr begrenzt. Es herrscht Ämterrotation. Die wenigen Männer, die sämtliche verschiedenen cargos innehatten, werden Teil des Ältestenrates. Die Konversion vieler Mixe zum Protestantismus hat dieses traditionelle Verwaltungssystem in den letzten Jahren allerdings geschwächt und zu verstärkten sozialen Spannungen geführt.

## Religion
Die Religionsauffassung der meisten Mixe ist synkretisch, so dass römisch-katholische und traditionelle Riten parallel existieren oder verschmelzen. Etwa 85 % der Bevölkerung des Mixe-Gebiets sind römisch-katholisch (Stand: 2016). Ein Bestandteil der Mixe-Religion ist der Nagualismus. Zusätzlich zum katholischen Glaubensbekenntnis verehren die meisten Mixe weiterhin die Gottheiten des traditionellen Pantheons. Zu diesen gehören unter anderen:
- Poj 'Enee („der Donnerwind“), ein Fruchtbarkeits- und Regengott sowie Schutzherr der Mixe-Städte
- Naaxwiiñ („die Erdoberfläche“), eine Erden- und Fruchtbarkeitsgöttin
- Yuuk („der Herr der Tiere“), die Gottheit der wilden Tiere und der Jagd

Als männlicher Berggott wird der Zempoaltépetl (Nahuatl für „Zwanzig Gipfel“, auf Mixe E’pxyukp) nahe Ayutla verehrt, mit 3280 m die höchste Erhebung des Mixe-Gebiets, während als weibliche Ausformung der Berggottheit der Berg La Malinche im Mittelhochland gilt (nicht zu verwechseln mit dem gleichnamigen Vulkan in Tlaxcala).
Die Mixe gehören zu den wenigen indigenen Völkern, die weiterhin den in präkolumbianischer Zeit weit verbreiteten mittelamerikanischen Kalender der K'iche' aus Guatemala verwenden. Die Mixe nutzen diesen Kalender, um die Termine religiöser Veranstaltungen festzulegen und die Namen ihrer Kinder zu bestimmen. Die Mixe haben meist zwei Namen: Einen bei der Geburt vergebenen kalendarischen Namen in der Mixe-Sprache und einen spanisch-katholischen Namen, der bei der Taufe vergeben wird.
Die römisch-katholische Seelsorge im Mixe-Gebiet wird, besonders im westlichen Hochland um Ayutla, seit Mitte des 20. Jahrhunderts vor allem von Patres der Ordensgemeinschaft der Salesianer Don Boscos übernommen, die mit Errichtung der katholischen Territorialprälatur Mixes („Prälatur der Mixe“) in den 1960er Jahren eine eigene kirchliche Organisation im Bistumsrang erhielten, deren Bischofskirche sich in Ayutla befindet. Neben Mixe gehören allerdings auch Zapoteken und Chinanteken zu den Gläubigen der Prälatur.